# Joachim Rupalley
Joachim Rupalley, né en 1713 à Bayeux où il est mort le 8 octobre 1780, est un artiste peintre français.

## Biographie
Élève de Jean Restout, à l’Académie Royale de Rouen, Rupalley a mené une carrière de portraitiste renommé. 
Établi à Bayeux, qui était au XVIIIe siècle une ville riche, il était le protégé de son évêque, Mgr Pierre-Jules-César de Rochechouart, ce qui participa à sa notoriété. Il y a peint sa noblesse, sa bourgeoisie, et a aussi répondu à des commandes pour l’Église. Son appartenance à la franc-maçonnerie témoigne par ailleurs de son intégration dans les cercles éclairés de son temps.
Réputé comme étant un portraitiste prolifique, peu de ses nombreuses peintures sont arrivées jusqu’à nous.
Il est le père du peintre Gabriel-Narcisse Rupalley. Ses œuvres n’étaient généralement pas signées, ou l’étaient parfois au dos. Il est fort probable que quelques-uns des tableaux de Joachim Rupalley sont attribués à tort à son fils Gabriel-Narcisse et réciproquement. 

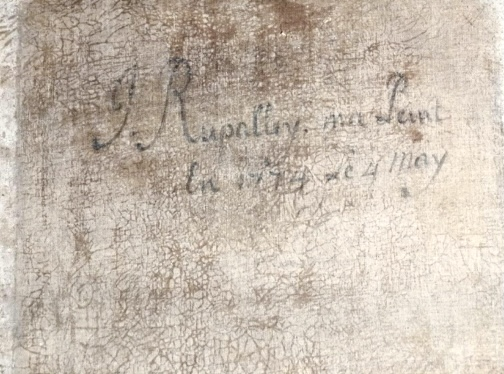
Signature originale de Joachim Rupalley au dos d’un portrait : “J. Rupalley ma peint en 1774 le 4 may”.

- Portrait de Paul d’Albert de Luynes et de Pierre-Jules-César de Rochechouart. Évêques de Bауeuх, Musée Baron Gérard de Bayeux.
- Portrait de Charles-François Duhamel de Vailly, avocat, notaire royal et maire de Bayeux de novembre 1791 à octobre 1792. Collection famille de Foucault (Tournebu).
- Portrait de Valentin Fréard du Castel. Musée Baron Gérard de Bayeux.
- Portrait de Marie-Antoine-Jacques Fréard du Castel. Musée Baron Gérard de Bayeux.
- Saint-Jacques portant le bourdon et les coquilles de pèlerin, dessin à la plume. Musée d’Alençon.
- Portrait de Jean-François Lelièvre, notaire royal, 4 mai 1774. Collection famille Monceaux.

## Sources
- Mémoires de la Société des sciences, arts et belles-lettres de Bayeux, 1901, p. 114[3]
- Noémi Noire-Oursel, Nouvelle biographie normande, 1886, p. 449
- Gaston du Boscq de Beaumont, Souvenirs normands, éd. Émile Lechevalier, 1903, p. 153[4]